# Championnat des Samoa de football 2014-2015
Navigation
Édition 2012-2013 Édition suivante
La saison 2014-2015 du Championnat des Samoa de football est la 36e édition du championnat national, appelé la Samoa Premier League. La compétition regroupe les douze meilleures formations de l'archipel, qui s'affrontent une seule fois. A la fin de la saison, le dernier du classement est relégué tandis que l'avant-dernier doit duspiter un barrage de promotion-relégation face aux deux premiers de First Division, la seconde division samoane.
C'est le Lupe o le Soaga qui termine en tête du championnat avec deux points d'avance sur Vaimoso SC et sept sur le tenant du titre, Kiwi Football Club. Il s'agit du second titre de champion des Samoa de l'histoire du club.

## Participants
- Kiwi Football Club
- Vaivase-Tai Football Club
- Moaula United FC
- Central United FC
- Leauvaa SC
- Vaipuna SC
- Adidas Soccer Club
- BSL Vaitele Uta SC
- One Way Wind FC
- Vaimoso SC
- Lupe o le Soaga
- Vaitoloa FC

## Compétition

### Classement final
Le classement est établi sur le barème de points classique (victoire à 3 points, match nul à 1, défaite à 0). 
| Rang | Équipe                    | Pts | J  | G  | N | P  | Bp | Bc | Diff |
| ---- | ------------------------- | --- | -- | -- | - | -- | -- | -- | ---- |
| 1    | Lupe o le Soaga           | 30  | 11 | 10 | 0 | 1  | 36 | 8  | +28  |
| 2    | Vaimoso SC                | 28  | 11 | 9  | 1 | 1  | 48 | 12 | +36  |
| 3    | Kiwi Football ClubT       | 23  | 11 | 7  | 2 | 2  | 30 | 13 | +17  |
| 4    | Moaula United FC          | 20  | 11 | 6  | 2 | 3  | 28 | 20 | +8   |
| 5    | Adidas Soccer Club        | 19  | 11 | 6  | 1 | 4  | 30 | 18 | +12  |
| 6    | One Way Wind FC           | 13  | 11 | 4  | 1 | 6  | 13 | 39 | -26  |
| 7    | Vaitoloa FC               | 12  | 11 | 3  | 3 | 5  | 25 | 23 | +2   |
| 8    | BSL Vaitele Uta SC        | 12  | 11 | 3  | 3 | 5  | 24 | 22 | +2   |
| 9    | Central United FC         | 11  | 11 | 3  | 2 | 6  | 22 | 50 | -28  |
| 10   | Vaivase-Tai Football Club | 10  | 11 | 2  | 4 | 5  | 16 | 21 | -5   |
| 11   | Vaipuna SC                | 7   | 11 | 1  | 4 | 6  | 19 | 23 | -4   |
| 12   | Leauvaa SC                | 1   | 11 | 0  | 1 | 10 | 3  | 41 | -38  |

|  | Qualification pour la Ligue des champions de l'OFC 2017 |
|  | Prticipation au barrage de promotion-relégation         |
|  | Relégation directe en deuxième division                 |
|  | T : Tenant du titre                                     |

- Leauvaa SC déclare forfait après la 4e journée, toutes les rencontres restant à disputer sont perdues sur tapis vert, sur le score de 0-3.

## Bilan de la saison
| Championnat des Samoa de football 2014-2015 |                            |
| Champion                                    | Lupe o le Soaga (2e titre) |
| Qualifications continentales                |                            |
| Ligue des champions de l'OFC 2017           | Lupe o le Soaga            |
| Promotions et relégations                   |                            |
| Promus en Samoa Premier League              | Vaiusu FC                  |
| Relégués en First Division                  | Leauvaa SC                 |